# 1. Liga (Tschechoslowakei) 1959/60
Die Spielzeit 1959/60 der 1. Liga  war die 17. reguläre Austragung der höchsten Eishockeyspielklasse der Tschechoslowakei. Mit 39 Punkten nach der Hauptrunde setzte sich Rudá Hvězda Brno durch. Für die Mannschaft war es ihr fünfter tschechoslowakischer Meistertitel überhaupt.

## Modus
Wie in der Vorsaison nahmen zwölf Mannschaften am Spielbetrieb der 1. Liga teil, die die Hauptrunde in einer gemeinsamen Gruppe bestritten. Nach Durchführung von Hin- und Rückspiel betrug die Gesamtanzahl der Spiele pro Mannschaft 22 Spiele. Meister wurde der Tabellenführer am Saisonende. Die beiden letztplatzierten Mannschaften stiegen direkt in die 2. Liga ab.

## Tabelle
| Pl. | Team                   | Sp. | S  | U | N  | Torv.  | Pkt. |
| --- | ---------------------- | --- | -- | - | -- | ------ | ---- |
| 1.  | Rudá Hvězda Brno       | 22  | 19 | 1 | 2  | 122:46 | 39   |
| 2.  | Slovan ÚNV Bratislava  | 22  | 16 | 0 | 6  | 125:79 | 32   |
| 3.  | TJ Dynamo Pardubice    | 22  | 11 | 4 | 7  | 96:77  | 26   |
| 4.  | Spartak Praha Sokolovo | 22  | 12 | 1 | 9  | 89:57  | 25   |
| 5.  | TJ SONP Kladno         | 22  | 12 | 1 | 9  | 105:90 | 25   |
| 6.  | TJ Spartak LZ Plzeň    | 22  | 10 | 4 | 8  | 91:77  | 24   |
| 7.  | Dukla Jihlava          | 22  | 9  | 5 | 8  | 91:88  | 23   |
| 8.  | TJ Jiskra SZ Litvínov  | 22  | 10 | 0 | 12 | 78:115 | 20   |
| 9.  | VTŽ Chomutov           | 22  | 7  | 4 | 11 | 61:76  | 18   |
| 10. | TJ Spartak ZJŠ Brno    | 22  | 5  | 4 | 13 | 54:80  | 14   |
| 11. | TJ VŽKG Ostrava        | 22  | 5  | 3 | 14 | 53:91  | 13   |
| 12. | TJ Slezan Opava        | 22  | 2  | 1 | 19 | 46:135 | 5    |

Bester Torschütze der Liga wurde Ján Starší von Slovan ÚNV Bratislava, der in den 22 Spielen seiner Mannschaft 28 Tore erzielte.

### Meistermannschaft von Rudá Hvězda Brno
| Torhüter      | Vladimír Nadrchal, Karel Ševčík |
| Abwehrspieler | Rudolf Potsch, Jan Kasper, Ladislav Olejník, František Mašláň |
| Stürmer       | Vlastimil Bubník, Václav Pantůček, Bronislav Danda, Rudolf Scheuer, František Vaněk, Josef Černý, Zdeněk Návrat, Slavomír Bartoň, Karel Šůna, Karel Skopal, Ivo Winkler, Šubrt |
| Trainer       | Eduard Farda |

## 1. Liga-Qualifikation
Die beiden Sieger ihrer jeweiligen 2. Liga-Gruppe, Slavoj České Budějovice und TJ Gottwaldov stiegen für die nächste Spielzeit in die 1. Liga auf.